# 업계맨이 간다!
《업계맨이 간다!》(ギョーカイ君が行く!)는 일본 후지 TV에서 1987년 10월 5일 ~ 1987년 11월 9일 매주 월요일 오후 9시부터 9시 54분까지 방영한 드라마로 총 6화로 구성되었다.

## 등장 인물
- 이시바시 타카아키 (타카쿠라 타카시 역)
- 키나시 노리타케 (츠루타 노리오 역)
- 아사노 아츠코 (나가레야마 료코 역)
- 우메미야 타츠오 (타시오 타츠지 역)
- 카가 마리코 (마츠오 토모미 역)
- 나카무라 시게유키 (나카노 류지 역)
- 무라이 쿠니오 (마나카 신타로 역)
- 타니 케이 (나오키 케이노스케 역)
- 미야자키 마스미 (미야모토 사치코 역)